# Togo nos Jogos Olímpicos de Verão de 1972
Togo competiu nos Jogos Olímpicos pela primeira vez nos Jogos Olímpicos de Verão de 1972 em Munique, Alemanha Ocidental.

## Resultados por evento

### Atletismo
100m masculino
- Robert Aregba
  - First Heat — DNS (→ não avançou)

800m masculino
- Roger Kangni
  - Heat — 1:52.1 (→ não avançou)

### Ciclismo
Prova de Estrada Individual Masculino
- Charles Leodo — não terminou (→ sem classificação)
- Gbedikpe Emmanuel Amouzou — não terminou (→ sem classificação)
- Tompson Mensah — não terminou (→ sem classificação)